# 耶佩·霍伊比約
耶佩·霍伊比約（丹麥語：Jeppe Højbjerg，1995年4月30日—）是丹麥的一位足球運動員。他現在效力於丹麥足球超級聯賽球隊埃斯比约，在場上的位置是守門員。他也曾在腓特烈西亞足球會效力。他也代表丹麥U21國家隊參賽並參加了2017年歐洲U21足球錦標賽。